# 兵庫県道27号太子御津線
兵庫県道27号太子御津線（ひょうごけんどう27ごう　たいしみつせん）は、兵庫県揖保郡太子町からたつの市御津町を結ぶ主要地方道。

## 概要

### 路線データ
- 起点：揖保郡太子町鵤（国道179号交点、鵤東交差点）
- 終点：たつの市御津町釜屋（国道250号上・兵庫県道133号網干停車場新舞子線交点、新舞子入口交差点）
- 総延長：約5.512 km

## 歴史
- 1954年（昭和29年）
  - 1月20日 - 建設省（現・国土交通省）が主要地方道山崎御津線を指定。
  - 11月24日 - 兵庫県が兵庫県道26号山崎御津線を認定。
- 1971年（昭和46年）6月26日 - 建設省が主要地方道山崎御津線を分割し太子御津線を指定。
- 1972年（昭和47年）3月1日 - 兵庫県が県道26号山崎御津線を廃止し県道27号太子御津線を認定。整理番号の27は同日廃止された香住浜坂鳥取線（現・国道178号の一部）から転用。
- 1993年（平成5年）5月11日 - 建設省から、県道太子御津線が太子御津線として主要地方道に指定される[1]。

## 路線状況

### 重複区間
- 兵庫県道437号東觜崎網干停車場線（姫路市網干区高田 - 姫路市網干区高田・高田交差点）
- 国道250号（姫路市網干区余子浜・網干大橋東交差点 - たつの市御津町釜屋・新舞子入口交差点）
- 兵庫県道133号網干停車場新舞子線（たつの市御津町苅屋・苅屋交差点 - たつの市御津町釜屋・新舞子入口交差点）

## 地理
国道179号（旧・国道2号）と国道250号とを南北に直接結ぶ、西播磨地域の幹線道路である。交通量の増加に伴い、起点側・終点側（重用区間を除く）のそれぞれ約1キロメートルが新道へと付け替えられた。残る区間として、現在JR網干駅西側で跨線橋の整備が進められている。
2017年3月には、起点側の新道区間において、西播磨県民局管内では初となる自転車専用通行帯が設けられた。

### 通過する自治体
- 揖保郡太子町
- 姫路市
- たつの市

### 交差する道路
| 交差する道路                                                                 | 市町村名 | 市町村名 | 交差する場所     | 交差する場所            |
| ---------------------------------------------------------------------------- | -------- | -------- | ---------------- | ----------------------- |
| 国道179号 兵庫県道424号上太田鵤線 重複                                       | 揖保郡   | 太子町   | 鵤（）           | 鵤東交差点 / 起点       |
| 兵庫県道437号東觜崎網干停車場線 重複区間起点                                 | 姫路市   | 姫路市   | 網干区高田       |                         |
| 兵庫県道133号網干停車場新舞子線 兵庫県道437号東觜崎網干停車場線 重複区間終点 | 姫路市   | 姫路市   | 網干区高田       | 高田交差点              |
| 兵庫県道415号和久今宿線                                                      | 姫路市   | 姫路市   | 網干区和久（）   | 和久交差点              |
| 国道250号 重複区間起点 兵庫県道29号網干たつの線                              | 姫路市   | 姫路市   | 網干区余子浜（） | 網干大橋東交差点        |
| 兵庫県道503号姫路木材港線                                                    | 姫路市   | 姫路市   | 網干区浜田       | 浜田変電所前交差点      |
| 兵庫県道133号網干停車場新舞子線 重複区間起点                                 | たつの市 | たつの市 | 御津町苅屋       | 苅屋交差点              |
| 国道250号 重複区間終点 兵庫県道133号網干停車場新舞子線 重複区間終点          | たつの市 | たつの市 | 御津町釜屋       | 新舞子入口交差点 / 終点 |

### 沿線にある施設など
- 魚吹八幡神社